# Association for Women’s Rights in Development
Die Association for Women’s Rights in Development (AWID), früher bekannt als Association for Women in Development, ist eine internationale nichtstaatliche Organisation, die sich für Gleichstellung, nachhaltige Entwicklung und die Menschenrechte von Frauen einsetzt.

## Geschichte
Sie wurde 1982 als Dialogforum für Akademiker, Politiker und Mitarbeiter von Entwicklungsorganisationen gegründet, die sich mit Frauen in der Entwicklung beschäftigen. Die feministische Ökonomin Marilyn Waring spielte seit den 1980er Jahren eine zentrale Rolle bei AWID und war bis 2012 Vorstandsmitglied.
Der ursprüngliche Fokus auf Entwicklungspolitik wurde im Laufe der Zeit zu einem breiten menschenrechtlichen Ansatz erweitert. AWID steht für einen progressiven, intersektionalen Feminismus und koordiniert das Observatory on the Universality of Rights (OURs), ein Kooperationsprojekt mit über 20 Organisationen, darunter Planned Parenthood, das „Anti-Rechte-Initiativen, die internationale und regionale Menschenrechtssysteme bedrohen, aus feministischer Perspektive beobachtet, analysiert, Informationen teilt und Einfluss nimmt“.
Die Generalsekretärinnen sind Faye Macheke, eine panafrikanische Feministin, und Inna Michaeli, eine feministische queere Aktivistin und Soziologin. Die Organisation hatte früher ihren Hauptsitz in Washington, D.C. und hat nun Büros in Toronto, Mexiko-Stadt und Kapstadt. Sie wird unter anderem von UN Women und dessen Vorgängerorganisationen, verschiedenen staatlichen Entwicklungsorganisationen und Entwicklungsbanken sowie mehreren progressiven Stiftungen wie den Open Society Foundations, der Rockefeller Foundation, der Ford Foundation und dem Sigrid Rausing Trust finanziert. Im Jahr 2021 erhielt AWID eine Spende von 15 Millionen Dollar von der Philanthropin MacKenzie Scott. AWID hat Mitglieder in 180 Ländern, sowohl Einzelpersonen als auch Organisationen.
AWID setzt sich für Geschlechtergerechtigkeit und die Menschenrechte von Frauen ein, indem sie Menschenrechtsverteidiger, Organisationen und Bewegungen unterstützt. Die Schwerpunktbereiche sind „Resourcing Women’s Rights“, „Economic Justice“, „Challenging Religious Fundamentalism“, „Women Human Rights Defenders“ und „Young Feminist Activism“. Seit dem Jahrtausendwechsel arbeitet AWID daran, eine globalere Organisation zu werden, indem sie Stimmen aus dem globalen Süden und marginalisierte Gruppen in den Mittelpunkt stellt. Das AWID-Forum „We cannot change the world without changing ourselves“ im Jahr 2005 stellte binäre Geschlechterideen in Frage und fokussierte auf die Stimmen und Rechte von Transpersonen. Das AWID-Forum 2016 in Bahia, Brasilien, „Feminist Futures: Building Collective Power for Rights and Justice“ hatte 1800 Teilnehmer und diskutierte unter anderem schwarze Feminismen im Anschluss an das „Black Feminisms Forum“.

## Observatory on the Universality of Rights
AWID koordiniert das Observatory on the Universality of Rights (OURs), ein Kooperationsprojekt mit über 20 Organisationen, das „Anti-Rechte-Initiativen, die internationale und regionale Menschenrechtssysteme bedrohen, aus feministischer Perspektive beobachtet, analysiert, Informationen teilt und Einfluss nimmt“. Zu den Mitgliedsorganisationen von OURs gehören unter anderem Planned Parenthood, der Ökumenische Rat der Kirchen, Muslims for Progressive Values und andere Organisationen. Im Jahr 2023 koordinierte AWID den offenen Brief „There Is No Place for Anti-Trans Agendas in the UN“, der von 550 feministischen Organisationen unterzeichnet wurde.